# Xã Maxwell, Quận Lac qui Parle, Minnesota
Xã Maxwell (tiếng Anh: Maxwell Township) là một xã thuộc quận Lac qui Parle, tiểu bang Minnesota, Hoa Kỳ. Năm 2010, dân số của xã này là 179 người.